# Balogh Mihály (ötvösművész)

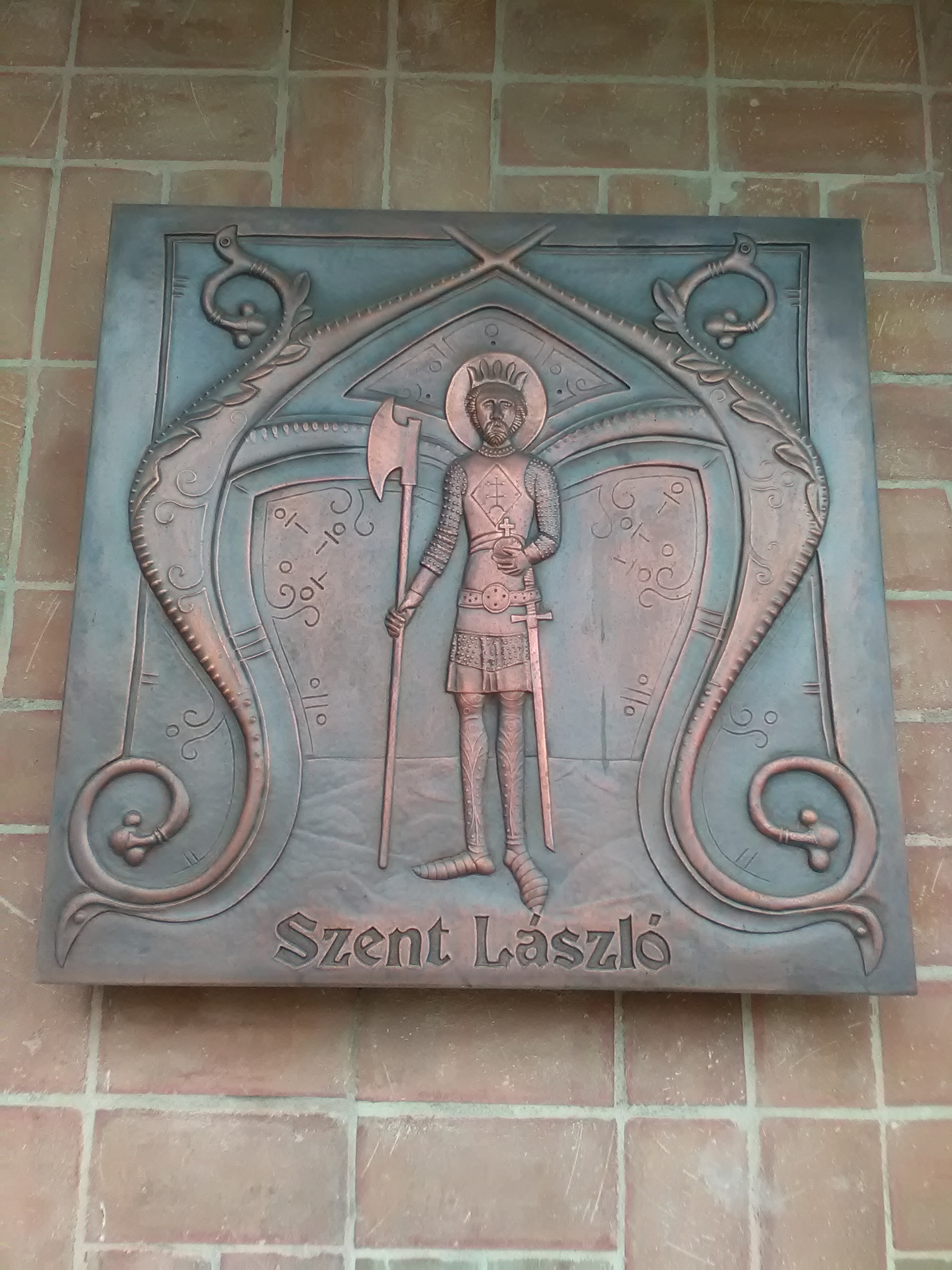
I. László-emlékplakett, Nemzeti Emlékhely, Székesfehérvár

Balogh Mihály (Kübekháza, 1949. július 11. –) ötvös iparművész.

## Élete
Balogh Mihály 1972-ben ötvösművész diplomát szerzett az Iparművészeti Főiskolán. Nívódíjat kapott. 1973-ban részt vett a milánói Nemzetközi Mondern Triennálén, ahol diplomát szerzett. 1975-ben újabb diploma következett: mesterképző diplomával honorálták tudását. Tanít a Ipar- és Képzőművészeti Szakközépiskola ötvös szakán. Híres alkotása: Pannónia Hotel Korona szálloda főbejárata.